# NRG Energy
NRG Energy, Inc. är ett amerikanskt energiföretag som producerar och säljer elektricitet till fler än 5,4 miljoner kunder i 29 delstater i USA och åtta provinser i Kanada. För 2022 hade företaget en kapacitet att producera omkring 16 416 megawatt (MW) elektricitet, NRG hade också ytterligare 7 800 MW som producerades av tredjepart.
Företaget äger 54,5% av den termiska solkraftsanläggningen Ivanpah Solar Electric Generating System i San Bernardino County i Kalifornien och 44% av kärnkraftverket South Texas Nuclear Generating Station i Matagorda County i Texas. Den 1 juni 2023 meddelades dock att NRG skulle sälja sin aktieandel i kärnkraftverket till Constellation Energy för 1,75 miljarder amerikanska dollar.

## Historik
NRG Energy har sitt ursprung från 1989 när det Minneapolis-baserade energiföretaget Northern States Power Company (NSP) grundade ett dotterbolag som skulle bygga, köpa, äga och driva kraftverk i och utanför USA. Den 17 augusti 2000 blev NSP och det Denver-baserade New Century Energies fusionerade med varandra och bildade Xcel Energy. I maj, tidigare under året, hade NSP låtit börsnoterat NRG på New York Stock Exchange (NYSE). I februari 2002 ägde Xcel 74% av NRG och Xcel meddelade då att företaget skulle köpa de resterande 26% av NRG. Redan i maj 2003 ansökte NRG om konkursskydd på grund av ohanterbara skulder. Den 5 december meddelade NRG att företagsrekonstruktionen blev lyckad och skulder på mer än sex miljarder dollar hade skrivits av. Xcel hade också hade överfört samtliga aktier till NRG så företaget kunde bli ett publikt aktiebolag på nytt.